# Lista siturilor arheologice din județul Harghita - A
Lista siturilor arheologice din județul Harghita - A conține toate siturile arheologice din județul Harghita înscrise în Repertoriul Arheologic Național (RAN) și aflate în localități al căror nume începe cu litera A. RAN este administrat de Ministerul Culturii și Patrimoniului Național și cuprinde date științifice, cartografice, topografice, imagini și planuri, precum și orice alte informații privitoare la zonele cu potențial arheologic, studiate sau nu, încă existente sau dispărute.
Puteți căuta un sit din localitățile care încep cu litera A folosind formularul de mai jos sau puteți naviga prin toate siturile din județ la Lista siturilor arheologice din județul Harghita.
| Cod RAN                                   | Denumire | Localitate                          | Adresă                      | Datare                               | Descoperit         | Coordonate                                    | Imagine           | Erori            |
| ----------------------------------------- | --- | ----------------------------------- | --------------------------- | ------------------------------------ | ------------------ | --------------------------------------------- | ----------------- | ---------------- |
| 85145.01.01 (Cod LMI: HR-I-s-B-12645)     | Așezarea din epoca bronzului de la Aluniș - "Cetățuia" / ansamblu anonim (Categorie: locuire civilă) (Tip: Așezare)                           | sat Aluniș, comuna Mugeni           | Cetățuia                    |                                      |                    |                                               | Încărcați imagine | Raportați eroare |
| 85145.02.01 (Cod LMI: HR-I-s-B-12646)     | Așezarea din epoca bronzului de la Aluniș - "Tăietura" / ansamblu anonim (Categorie: locuire civilă) (Tip: Așezare)                           | sat Aluniș, comuna Mugeni           | Tăietura                    |                                      |                    |                                               | Încărcați imagine | Raportați eroare |
| 83794.01                                  | Celtul de bronz de la Atid (Categorie: descoperire izolată) (Tip: obiect izolat)                                                              | sat Atid, comuna Atid               |                             |                                      |                    |                                               | Încărcați imagine | Raportați eroare |
| 83794.02.01                               | Fortificație de pământ de la Atid - "Dealul Cetății" / ansamblu anonim (Categorie: fortificație) (Tip: Fortificație cu val de pământ și șanț) | sat Atid, comuna Atid               | Dealul Cetății              |                                      |                    |                                               | Încărcați imagine | Raportați eroare |
| 83794.02.02                               | Fortificație de pământ de la Atid - "Dealul Cetății" / ansamblu anonim (Categorie: fortificație) (Tip: sit)                                   | sat Atid, comuna Atid               | Dealul Cetății              |                                      |                    |                                               | Încărcați imagine | Raportați eroare |
| 83865.01.01                               | Satul medieval Andreeni / ansamblu anonim (Categorie: locuire civilă) (Tip: Așezare)                                                          | sat Andreeni, comuna Avrămești      | Vatra satului               | sec. XIV-XV                          |                    | 46°20′46″N 25°01′29″E / 46.34616°N 25.0248°E  | Încărcați imagine | Raportați eroare |
| 83865.01.02                               | Satul medieval Andreeni / ansamblu anonim (Categorie: locuire civilă) (Tip: Așezare)                                                          | sat Andreeni, comuna Avrămești      | Vatra satului               | sec. XVI-XVII                        |                    | 46°20′46″N 25°01′29″E / 46.34616°N 25.0248°E  | Încărcați imagine | Raportați eroare |
| 83865.02.01                               | Situl preistoric de la Andreeni - "Grădina lui Fülöp" / ansamblu anonim (Categorie: locuire) (Tip: sit)                                       | sat Andreeni, comuna Avrămești      | Grădina lui Fülöp           |                                      |                    |                                               | Încărcați imagine | Raportați eroare |
| 83865.03.01                               | Așezarea din sec. IV de la Andreeeni - "Tanorok" / ansamblu anonim (Categorie: locuire civilă) (Tip: Așezare)                                 | sat Andreeni, comuna Avrămești      | Tanorok                     | sec. IV                              |                    | 46°20′51″N 25°01′43″E / 46.34754°N 25.02856°E | Încărcați imagine | Raportați eroare |
| 83865.04.01                               | Așezarea geto-dacică de la Andreeeni - "Temetö" / ansamblu anonim (Categorie: locuire civilă) (Tip: Așezare)                                  | sat Andreeni, comuna Avrămești      | Temetö                      | geto-dacică sec. II î.Chr - I d.Chr. |                    | 46°20′55″N 25°01′43″E / 46.3486°N 25.02852°E  | Încărcați imagine | Raportați eroare |
| 83865.04.02                               | Așezarea geto-dacică de la Andreeeni - "Temetö" / ansamblu anonim (Categorie: locuire civilă) (Tip: sit)                                      | sat Andreeni, comuna Avrămești      | Temetö                      |                                      |                    | 46°20′55″N 25°01′43″E / 46.3486°N 25.02852°E  | Încărcați imagine | Raportați eroare |
| 83856.01.01                               | Așezarea din epoca bronzului de la Avrămești - "Valea Cămășii" / ansamblu anonim (Categorie: locuire civilă) (Tip: Așezare)                   | sat Avrămești, comuna Avrămești     | Valea Cămășii               |                                      |                    |                                               | Încărcați imagine | Raportați eroare |
| 83856.02.01                               | Cetatea medievală de la Avrămești - "Cetatea Jidovilor" / ansamblu anonim (Categorie: locuire civilă) (Tip: Cetate)                           | sat Avrămești, comuna Avrămești     | Cetatea Jidovilor           |                                      |                    |                                               | Încărcați imagine | Raportați eroare |
| 83856.03.01                               | Biserica medievală de la Avrămești - "Tomori-padja" / ansamblu anonim (Categorie: structură de cult/religioasă) (Tip: Biserică)               | sat Avrămești, comuna Avrămești     | Tomori-padja                |                                      |                    | 46°20′31″N 25°00′55″E / 46.34201°N 25.0153°E  | Încărcați imagine | Raportați eroare |
| 83856.04.01                               | Așezarea medievală timpurie de la Avrămești - "Rât" / ansamblu anonim (Categorie: locuire civilă) (Tip: Așezare)                              | sat Avrămești, comuna Avrămești     | Rât                         |                                      |                    | 46°20′28″N 25°01′05″E / 46.34105°N 25.01795°E | Încărcați imagine | Raportați eroare |
| 83856.04.02                               | Așezarea medievală timpurie de la Avrămești - "Rât" / ansamblu anonim (Categorie: locuire civilă) (Tip: Așezare)                              | sat Avrămești, comuna Avrămești     | Rât                         | geto-dacică                          |                    | 46°20′28″N 25°01′05″E / 46.34105°N 25.01795°E | Încărcați imagine | Raportați eroare |
| 83856.04.03                               | Așezarea medievală timpurie de la Avrămești - "Rât" / ansamblu anonim (Categorie: locuire civilă) (Tip: Așezare)                              | sat Avrămești, comuna Avrămești     | Rât                         | sec. XI-XII                          |                    | 46°20′28″N 25°01′05″E / 46.34105°N 25.01795°E | Încărcați imagine | Raportați eroare |
| 83856.04.04                               | Așezarea medievală timpurie de la Avrămești - "Rât" / ansamblu anonim (Categorie: locuire civilă) (Tip: Așezare)                              | sat Avrămești, comuna Avrămești     | Rât                         | sec.XIII-XIV                         |                    | 46°20′28″N 25°01′05″E / 46.34105°N 25.01795°E | Încărcați imagine | Raportați eroare |
| 83856.05.02                               | Așezarea medievală de la Avrămești - "Vatra Satului" / ansamblu anonim (Categorie: locuire civilă) (Tip: Așezare)                             | sat Avrămești, comuna Avrămești     | Nr. 94, punct Vatra satului | geto-dacică                          | 1977               |                                               | Încărcați imagine | Raportați eroare |
| 83856.05.03                               | Așezarea medievală de la Avrămești - "Vatra Satului" / ansamblu anonim (Categorie: locuire civilă) (Tip: Așezare)                             | sat Avrămești, comuna Avrămești     | Nr. 94, punct Vatra satului | sec.XI-XII                           | 1977               |                                               | Încărcați imagine | Raportați eroare |
| 83856.05.04                               | Așezarea medievală de la Avrămești - "Vatra Satului" / ansamblu anonim (Categorie: locuire civilă) (Tip: Așezare)                             | sat Avrămești, comuna Avrămești     | Nr. 94, punct Vatra satului | sec.XIII-XIV                         | 1977               |                                               | Încărcați imagine | Raportați eroare |
| 83856.05.01                               | Așezarea medievală de la Avrămești - "Vatra Satului" / ansamblu anonim (Categorie: locuire civilă) (Tip: Așezare)                             | sat Avrămești, comuna Avrămești     | Nr. 94, punct Vatra satului |                                      | 1977               |                                               | Încărcați imagine | Raportați eroare |
| 83856.06.01                               | Așezarea medievală de la Avrămești - "Tanorok" / ansamblu anonim (Categorie: locuire civilă) (Tip: Așezare)                                   | sat Avrămești, comuna Avrămești     | Tanorok                     |                                      |                    | 46°20′34″N 25°00′44″E / 46.34283°N 25.01221°E | Încărcați imagine | Raportați eroare |
| 83856.07.01                               | Așezarea din epoca bronzului de la Avrămești - "Fântâna Ingului" / ansamblu anonim (Categorie: locuire civilă) (Tip: Așezare)                 | sat Avrămești, comuna Avrămești     | Fântâna Ingului             |                                      |                    |                                               | Încărcați imagine | Raportați eroare |
| 83856.08.01                               | Așezarea geto-dacică de la Avrămești - "Locul Lacului" / ansamblu anonim (Categorie: locuire civilă) (Tip: Așezare)                           | sat Avrămești, comuna Avrămești     | Locul Lacului               | geto-dacică sec. I î.Chr - I d.Chr.  | Mátéfi Ferenc 1968 |                                               | Încărcați imagine | Raportați eroare |
| 83856.09.01                               | Situl medieval timpuriu de la Avrămești - "Zsidán" / ansamblu anonim (Categorie: locuire) (Tip: Sit)                                          | sat Avrămești, comuna Avrămești     | Zsidán                      |                                      |                    | 46°20′08″N 25°00′21″E / 46.3356°N 25.00588°E  | Încărcați imagine | Raportați eroare |
| 83856.10.01                               | Situl arheologic de la Avrămești - "Râtul Regelui" / ansamblu anonim (Categorie: locuire) (Tip: sit)                                          | sat Avrămești, comuna Avrămești     | Râtul Regelui               |                                      |                    | 46°19′36″N 25°00′21″E / 46.32666°N 25.00588°E | Încărcați imagine | Raportați eroare |
| 83856.10.02                               | Situl arheologic de la Avrămești - "Râtul Regelui" / ansamblu anonim (Categorie: locuire) (Tip: sit)                                          | sat Avrămești, comuna Avrămești     | Râtul Regelui               | Sântana de Mureș - Cerneahov         |                    | 46°19′36″N 25°00′21″E / 46.32666°N 25.00588°E | Încărcați imagine | Raportați eroare |
| 83856.10.03                               | Situl arheologic de la Avrămești - "Râtul Regelui" / ansamblu anonim (Categorie: locuire) (Tip: sit)                                          | sat Avrămești, comuna Avrămești     | Râtul Regelui               | sec. XI                              |                    | 46°19′36″N 25°00′21″E / 46.32666°N 25.00588°E | Încărcați imagine | Raportați eroare |
| 83856.11.01                               | Situl arheologic de la Avrămești - "Lok" / ansamblu anonim (Categorie: locuire) (Tip: sit)                                                    | sat Avrămești, comuna Avrămești     | Lok                         |                                      |                    | 46°19′36″N 25°00′42″E / 46.3266°N 25.01167°E  | Încărcați imagine | Raportați eroare |
| 83856.11.02                               | Situl arheologic de la Avrămești - "Lok" / ansamblu anonim (Categorie: locuire) (Tip: sit)                                                    | sat Avrămești, comuna Avrămești     | Lok                         | geto-dacică sec. I î.Chr - I d.Chr.  |                    | 46°19′36″N 25°00′42″E / 46.3266°N 25.01167°E  | Încărcați imagine | Raportați eroare |
| 83856.11.03                               | Situl arheologic de la Avrămești - "Lok" / ansamblu anonim (Categorie: locuire) (Tip: sit)                                                    | sat Avrămești, comuna Avrămești     | Lok                         | sec. XI                              |                    | 46°19′36″N 25°00′42″E / 46.3266°N 25.01167°E  | Încărcați imagine | Raportați eroare |
| 83856.12.01                               | Așezarea Sântana de Mureș - Cerneahov de la Avrămești - "Lok" / ansamblu anonim (Categorie: locuire civilă) (Tip: Așezare)                    | sat Avrămești, comuna Avrămești     | Lok                         | Sântana de Mureș - Cerneahov         |                    |                                               | Încărcați imagine | Raportați eroare |
| 84004.01                                  | Topoare neo-eneolitice de la Armășeni - "Vérkápolna" (Categorie: descoperire izolată) (Tip: obiect izolat)                                    | sat Armășeni, comuna Ciucsângeorgiu | Vérkápolna                  |                                      |                    |                                               | Încărcați imagine | Raportați eroare |
| 84004.01.01                               | Topoare neo-eneolitice de la Armășeni - "Vérkápolna" / ansamblu anonim (Categorie: descoperire izolată) (Tip: Locuire)                        | sat Armășeni, comuna Ciucsângeorgiu | Vérkápolna                  |                                      |                    |                                               | Încărcați imagine | Raportați eroare |
| 84004.02.01 (Cod LMI: HR-II-m-A-12748.01) | Biserica romano-catolică de la Armășeni / ansamblu anonim(Csikmenasag) (Categorie: structură de cult/religioasă) (Tip: Biserică)              | sat Armășeni, comuna Ciucsângeorgiu | str. Principală             | a doua jum. a sec. XIII              |                    | 46°21′13″N 25°57′47″E / 46.35361°N 25.96305°E | Încărcați imagine | Raportați eroare |
| 84004.02.02 (Cod LMI: HR-II-m-A-12748.01) | Biserica romano-catolică de la Armășeni / ansamblu anonim(Csikmenasag) (Categorie: structură de cult/religioasă) (Tip: biserică)              | sat Armășeni, comuna Ciucsângeorgiu | str. Principală             | sec. XIV                             |                    | 46°21′13″N 25°57′47″E / 46.35361°N 25.96305°E | Încărcați imagine | Raportați eroare |
| 84004.02.04 (Cod LMI: HR-II-m-A-12748.02) | Biserica romano-catolică de la Armășeni / ansamblu anonim(Csikmenasag) (Categorie: structură de cult/religioasă) (Tip: Zid de incintă)        | sat Armășeni, comuna Ciucsângeorgiu | str. Principală             | sec XV - XIX                         |                    | 46°21′13″N 25°57′47″E / 46.35361°N 25.96305°E | Încărcați imagine | Raportați eroare |
| 84004.02.05 (Cod LMI: HR-II-a-A-12748)    | Biserica romano-catolică de la Armășeni / ansamblu anonim(Csikmenasag) (Categorie: structură de cult/religioasă) (Tip: necropola)             | sat Armășeni, comuna Ciucsângeorgiu | str. Principală             |                                      |                    | 46°21′13″N 25°57′47″E / 46.35361°N 25.96305°E | Încărcați imagine | Raportați eroare |
| 84004.02.03 (Cod LMI: HR-II-m-A-12748.01) | Biserica romano-catolică de la Armășeni / ansamblu anonim(Csikmenasag) (Categorie: structură de cult/religioasă) (Tip: biserică)              | sat Armășeni, comuna Ciucsângeorgiu | str. Principală             | sec. XVI                             |                    | 46°21′13″N 25°57′47″E / 46.35361°N 25.96305°E | Încărcați imagine | Raportați eroare |
| 84941.01                                  | Denarul roman republican de la Aldea - Bozbokaralja dülö (Categorie: descoperire izolată) (Tip: obiect izolat)                                | sat Aldea, comuna Mărtiniș          | Bozbokaralja dülö           | sec. I î.Chr.                        |                    |                                               | Încărcați imagine | Raportați eroare |
| 85145.03                                  | Piesele de bronz de la Aluniș (Categorie: descoperire izolată) (Tip: obiect izolat)                                                           | sat Aluniș, comuna Mugeni           |                             |                                      |                    |                                               | Încărcați imagine | Raportați eroare |
| 84193.01                                  | Așezarea de la Atia (Categorie: locuire civilă) (Tip: așezare)                                                                                | sat Atia, comuna Corund             | Dealul Frasteto             |                                      |                    |                                               | Încărcați imagine | Raportați eroare |
| 84193.01.01                               | Așezarea de la Atia / ansamblu anonim (Categorie: locuire civilă) (Tip: Așezare)                                                              | sat Atia, comuna Corund             | Dealul Frasteto             |                                      |                    |                                               | Încărcați imagine | Raportați eroare |
| 83794.04                                  | Topor de piatră de la Atid - Pereszle (Categorie: descoperire izolată) (Tip: artefacte)                                                       | sat Atid, comuna Atid               | Pereszle                    | Epoca neolitică                      |                    |                                               | Încărcați imagine | Raportați eroare |
| 84193.02.01                               | Rămășițele turnului roman de la Atia / ansamblu anonim (Categorie: construcție) (Tip: Turn)                                                   | sat Atia, comuna Corund             |                             |                                      |                    |                                               | Încărcați imagine | Raportați eroare |